# Мезидон-Канон
Мезидо́н-Кано́н (фр. Mézidon-Canon) — делегированная коммуна во Франции, находится в регионе Нормандия, департамент Кальвадос, округ Лизьё, кантон Мезидон-Канон. Расположена в 36 км к юго-востоку от Кана и в 33 км к западу от Лизьё, в 18 км от автомагистрали А88. С 1 января 2017 года вошла в состав новой коммуны Мезидон-Валле-д'Ож, ставшей центром кантона Мезидон-Канон. 
Население (2014) — 4 957 человек. 

## История
Коммуна Мезидон-Канон своим созданием обязан местному барону Одо Стигану де Мезидону, одному из сподвижников Вильгельма Завоевателя. Вернувшись в 1050 году из крестового похода, он основал поселение Мезидон и построил в нем церковь Святой Варвары в честь чудесного исцеления его сына. 
Коммуна состоит из нескольких составных частей — Мезидона, Канона и Ле-Брёй — бывших ранее самостоятельными коммунами. Свое нынешнее название она получила после последнего объединения в 1972 году.

## Достопримечательности
- Шато дю Брёй XVIII века
- Шато де Канон XVIII века
- Руины шато Беранже XVII века
- Церковь Сен-Пьер дю Брёй XII века
- Церковь Сен-Медар де Канон
- Церковь Нотр-Дам де Мезидон XIX века с сохранившейся статуей Святой Варвары XV века

## Экономика
Структура занятости населения:
- сельское хозяйство — 1,2 %
- промышленность — 25,7 %
- строительство — 10,1 %
- торговля, транспорт и сфера услуг — 30,7 %
- государственные и муниципальные службы — 32,4 %.

Уровень безработицы (2013 год) — 15,4 % (Франция в целом — 13,6 %, департамент Кальвадос — 12,6 %). 

Среднегодовой доход на 1 человека, евро (2013 год) — 17 479 (Франция в целом — 19 786, департамент Кальвадос — 19 850).

## Демография
Динамика численности населения, чел.

## Администрация
Пост мэра Мезидон-Канон с 1995 года занимает социалист Франсуа Оби (François Aubey), бывший сенатор Франции от департамента Кальвадос. На муниципальных выборах 2014 года возглавляемый им левый список победил в 1-м туре, получив 71,66 % голосов. С января 2017 года, после вхождения Мезидон-Канон в состав новой коммуны Мезидон-Валле-д'Ож, занял пост мэра Мезидон-Валле-д'Ож, сохранив одновременно пост мэра-делегата Мезидон-Канона.

## Города-побратимы
- Хонитон, Великобритания
- Гронау, Германия

## Знаменитые уроженцы
- Жан Батист Эли де Бомон (1798—1874), геолог, член Французской академии наук, автор "Геологической карты Франции"

## Галерея

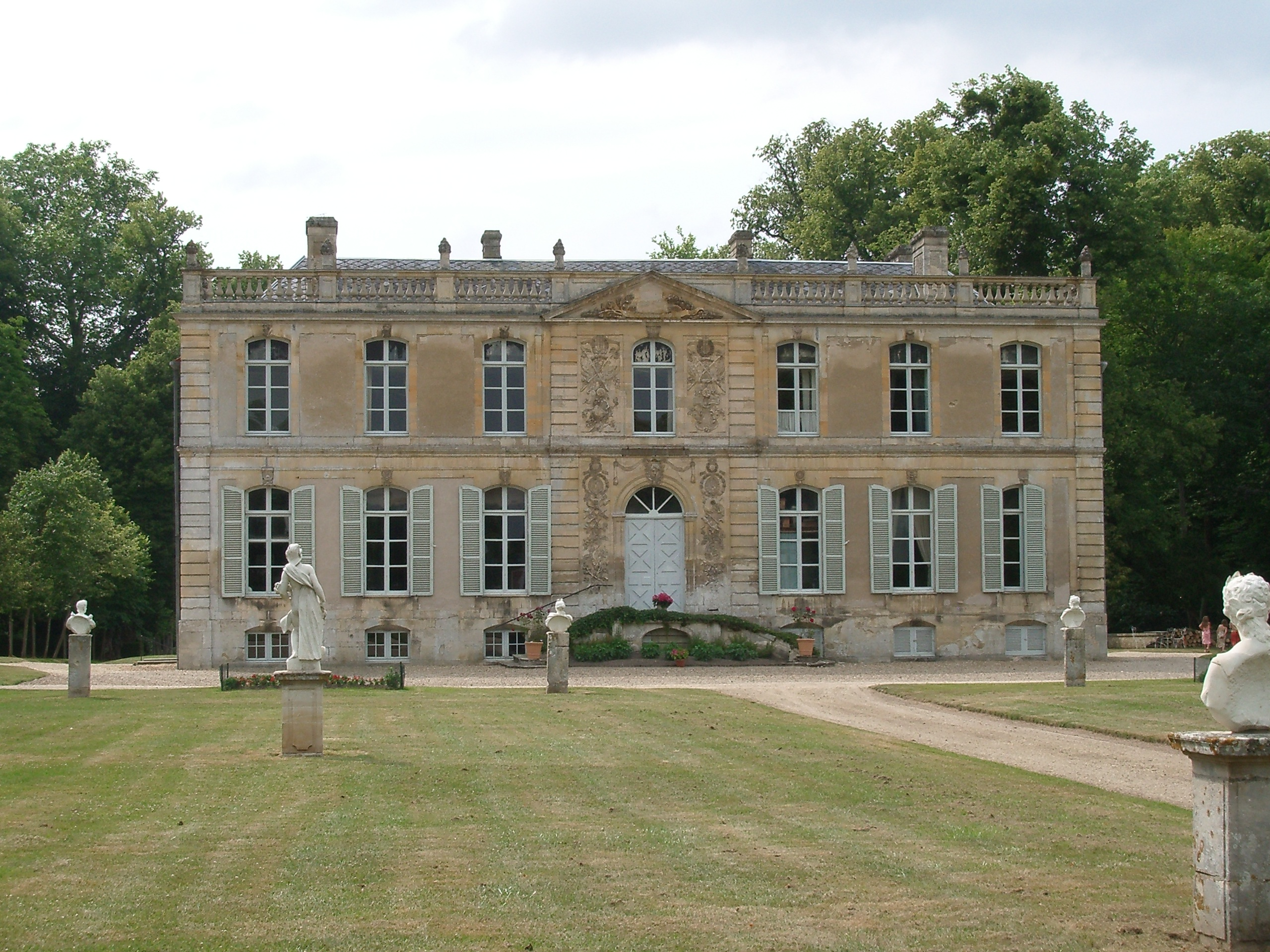
Шато де Канон
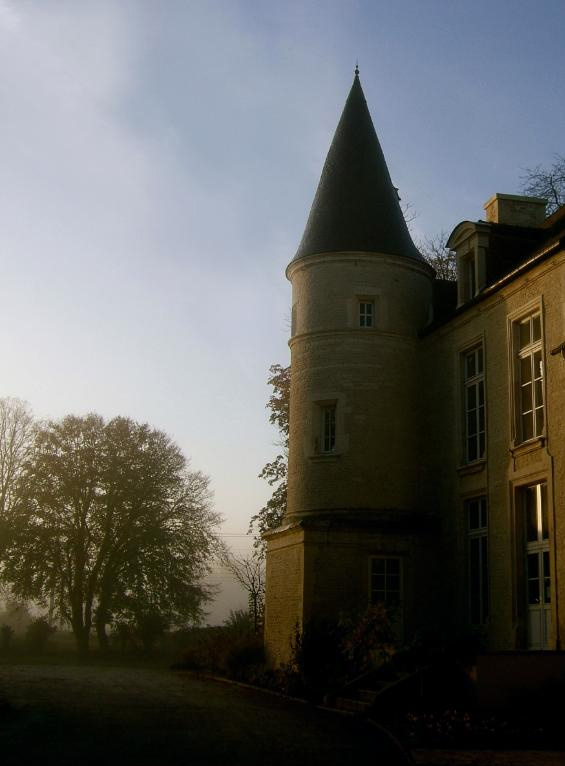
Шато де Брёй
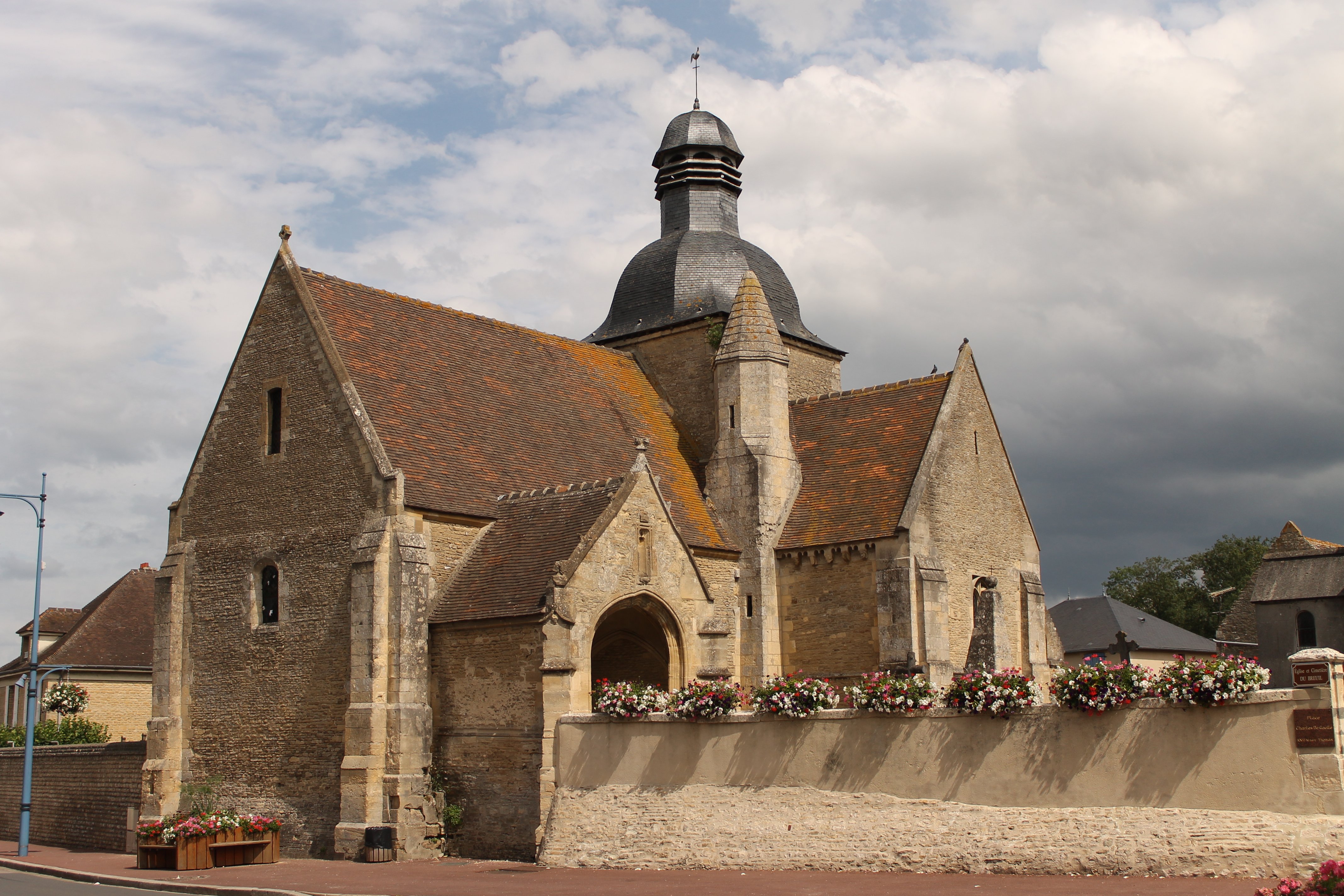
Церковь Сен-Пьер дю Брёй